# Christoph Thomas Scheffler
Christoph Thomas Scheffler (ur. 20 grudnia 1699 w Mainburgu, zm. 25 stycznia 1756 w Augsburgu)  – niemiecki malarz. 

## Biogram
Syn Wolfganga (zm. 1725), malarza z Mainburga i Sabine (zm. 1724); miał brata Felixa Antona. W 1738 ożenił się w Augsburgu z Marią Reginą Pelle. Po wstępnej nauce u ojca, w latach 1719-22 pracował w warsztacie Kosmasa Damiana Asama (1686–1739). Zajmował się freskami na zamkach Schleissheim i w Aldersbach. W 1722 jako brat świecki wstąpił do kolegium jezuickiego w Landsbergu, co prawdopodobnie spowodowało pierwsze większe zlecenia w Ellwangen (freski z lat 1725/30 na klatce schodowej i sali książęcej zamku w Ellwangen oraz malowidła sufitowe i kilka ołtarzy w nowo wybudowanym kościele jezuickim). Po ukończeniu dzieła udał się do Dillingen Donau, gdzie 17 kwietnia 1728 niespodziewanie opuścił zakon. Głównym powodem tej decyzji była chęć bycia malarzem. Kilka dni później złożył wniosek o siedzibę w Augsburgu, który został zatwierdzony 12 czerwca 1728. W następnym roku jego brat Feliks pomagał mu przy freskach na klatce schodowej i w głównej sali na dworze biskupim w Wormacji. W następnym roku udał się na Śląsk, aby upiększyć kościół w Nysie. Wrócił do Augsburga i pracował niemal wyłącznie w nst. kościołach Szwabii: 
- kościół klasztorny w Unterliezheim (1733);
- kościół parafialny św. Wawrzyńca i Elżbiety Węgierskiej (St. Laurentius und Elisabeth) w Aulzhausen (1734);
- franciszkański kościół Wniebowzięcia NMP(inne języki) (Konviktstraße 14), kościół parafialny św. Piotra w Dillingen an der Donau (1737);
- kościół parafialny i pielgrzymkowy w Witzighausen (1740);
- kaplica w Haunstetten (1742);
- jezuicki kościół uniwersytecki Wniebowzięcia NMP (Kardinal-von-Waldburg-Straße) w Dillingen an der Donau (1750-51).

Ponadto w latach 1736-37 wykonał malowidła sufitowe w Domu Niemieckim w Moguncji; następnie w kaplicy grobowej rodziny Schönborn (1741) w Heusenstamm koło Offenbach nad Menem i w bazylice św. Paulina (St. Paulin) w Trewirze (1743). 
Zwieńczeniem twórczego życia, które zostało przyćmione chorobą były prace przy:
- Starej Kaplicy(inne języki) w Ratyzbonie (1752-53),
- kościele jezuitów Świętego Krzyża(inne języki) w Landsbergu am Lech (1753-54);
- kościele parafialny Wniebowzięcia NMP(inne języki) w Türkenfeld (1754).

W  jego bogatym dorobku znajdują się także liczne ołtarze i ryciny, m.in. „Elogia Mariana”, „Vita et Miracula S. P. Benedicti Monachorum Patriarchae” oraz różne przedstawienia miast. Od Kosmy Damiana Asama przejął warsztat charakteryzujący się potężną formację figurową, ciężką kolorystykę i kompozycję wywodzącą się z od Andrei Pozzo (1642–1709). W Augsburgu próbował stylistycznie zbliżyć się do Johanna Georga Bergmüllera (1688–1762) i jego kręgu uczniów, pozostał jednak samotnikiem kompozycyjnym i kolorystycznym, który zachowując swoje artystyczne korzenie, stał się jednym z najwybitniejszych przedstawicieli malarstwa szwabskiego baroku pierwszej połowy XVIII w.